# Adar 2
Adar 2 (Hebreeuws: אדר ב) is de schrikkelmaand van het joodse jaar en telt altijd 29 dagen. Deze heet ook adar sjeni of ve-adar. (Sjeni betekent "tweede", en ve is het voegwoord "en": het is een 'bijgevoegde' maand adar.)
Deze maand wordt in een cyclus van negentien jaar zeven keer tussengevoegd na de gewone maand adar. Door deze maand volgens een lunisolair kalendersysteem tussen te voegen, zorgt men ervoor dat de joodse maanmaanden gekoppeld blijven aan het zonnejaar, en niet zoals de islamitische kalender door alle seizoenen verschuiven.
Deze schrikkelmaand valt, wanneer hij voorkomt, ongeveer samen met de tweede helft van maart en de eerste helft van april van de algemene of gregoriaanse kalender.
tisjri · chesjvan · kislew · tevet · sjevat · adar · adar 2 · nisan · iar · sivan · tammoez · av · eloel